# Bjørn Otto Bragstad
Bjørn Otto Bragstad (* 5. Januar 1971 in Trondheim) ist ein ehemaliger norwegischer Fußballspieler.

## Karriere

### Vereine

#### Rosenborg Trondheim
Bragstad begann seine Karriere bei seinem Heimatverein Rosenborg Trondheim in der Jugendakademie. 1989 folgte sein Profidebüt in der Tippeligaen. Mit Rosenborg gewann er zehnmal die Meisterschaft und dreimal den norwegischen Pokal. Für einen Abwehrspieler entwickelte er durch sein gutes Verhalten bei Standardsituationen einen überdurchschnittlichen Torinstinkt, welcher sich in seinen 26 Meisterschaftstoren widerspiegelt. Aufgrund starker Leistungen in der Champions League machte er auch international auf sich aufmerksam, woraufhin er das Interesse mehrerer europäischer Vereine auf sich zog.

#### Wechsel nach England
Im Sommer 1999 vermeldete Racing Santander, welche zuvor schon Sigurd Rushfeldt für umgerechnet 5 Mio. € von Rosenborg verpflichtet hatten, den Transfer von Bragstad für fixiert. Er sollte Olof Mellberg, welcher zu Aston Villa abgewandert war, ersetzen. Kurze Zeit später dementierte Rosenborg diese Meldung und gab bekannt, dass man sich mit Santander nicht über die Ablösesumme einigen konnte. Es gebe aber zwei Interessenten aus der Premier League. Bei diesen handelte es sich um Aston Villa und Derby County. Später wurde noch bekannt, dass auch der AS Saint-Étienne ein konkretes Angebot abgegeben hatte, welches der Spieler allerdings ablehnte. Bragstad, der einen Wechsel nach England als seinen Lebenstraum bezeichnete, entschied sich  für Derby und unterschrieb einen Vierjahresvertrag. Die Ablösesumme belief sich auf 3 Mio. €. In Folge plagte sich Bragstand in England mit mehreren kleinen Verletzungen herum und geriet komplett außer Form. Derby, welches sich im Dauerabstiegskampf befand, entschloss sich daraufhin ihn für die Saison 2001/02 in die englische First Division zu Birmingham City zu verliehen. Bragstad verletzte sich aber schon zu Beginn der Saison schwer und konnte lediglich 3 Liga-Spiele für Birmingham absolvieren. Derby stieg in dieser Saison aus der Premier League ab und musste ohne die hohen TV-Gelder den Sparstift ansetzen. In Folge wurde sein Vertrag von Derby aufgelöst.

#### Karriereausklang in Österreich
Für die Saison 2002/03 wurde Bragstad vom österreichischen Bundesligisten SW Bregenz verpflichtet. In seiner ersten Spielzeit setzte sich seine Verletzungsmisere fort und Bragstad kam lediglich auf sieben Meisterschaftsspiele für Bregenz. Die Folgesaison konnte er verletzungsfrei bestreiten und wurde zur großen Stütze in der bis dato eher schwachen Defensive der Bregenzer. Die Spielzeit 2003/04 wurde von Bregenz mit dem fünften Tabellenplatz abgeschlossen, welcher die beste Platzierung des Vereins in der österreichischen Liga darstellte. Nach dieser äußerst erfolgreichen Saison gab Bragstad überraschend mit 33 Jahren sein Karriereende bekannt. Ohne Bragstad konnte Bregenz in der 2004/05 seine Abwehr nicht mehr stabilisieren und kassierte 80 Gegentore. Am Ende der Saison stieg man mit 15 Punkten Rückstand aus der Bundesliga ab.

### Nationalmannschaft
Bragstad debütierte am 20. Januar 1999 für die norwegische Fußballnationalmannschaft gegen Israel. 
Er nahm an der Europameisterschaft 2000 teil, wo die Norweger jedoch in der Vorrunde ausschieden. Er bestritt alle drei Vorrundenspiele. 
Insgesamt absolvierte er 15 Länderspiele für Norwegen.

## Erfolge
- 10× Norwegischer Meister: 1990, 1992, 1993, 1994, 1995, 1997, 1998, 1999, 2000, 2001
- 03×  Norwegischer Cup-Sieger: 1992, 1995, 1999

## Sonstiges
Während seiner Zeit bei Derby County (2000–2002) kam seine Tochter Emilie Bragstad zur Welt, die später ebenfalls für Rosenborg Trondheim, FC Bayern München (Frauen) und die Nationalmannschaft Norwegens gespielt hat. 